# تازه کند (چالدران شمالی)
تازه کند یک منطقهٔ مسکونی در ایران است که در استان آذربایجان غربی واقع شده‌است. براساس سرشماری مرکز آمار ایران در سال ۱۳۹۵، تازه کند ۴۸۲ نفر جمعیت دارد.

## اهالی
مردم روستای تازه‌کند به زبان ترکی آذربایجانی صحبت می‌کنند و مردمی مهمان‌نواز و خونگرم هستند که عمدتاً به کشاورزی و دامداری می‌پردازند. در زبان ترکی به این روستا تَزَه‌کَنْد گفته می‌شود.

## محصولات
محصولات کشاورزی این روستا شامل گندم،جو،یونجه،شبدر، چغندر قند، سیب‌زمینی و... است که عموم زمین‌های روستا از طریق کشت آبی مورد استفاده قرار می‌گیرند.این روستا همچنین دارای دو چاه عمیق برای آبیاری است.فراورده‌های لبنی و محصولات دامی نیز از دیگر محصولات مهم روستای تازه‌کند به حساب می‌آیند.با این حال تعدادی از جوانان روستا بیکار هستند.

## موقعیت جغرافیایی
روستای تازه‌کند در پنج کیلومتری شمال‌غربی شهر سیه‌چشمه (قارابولاغ) و در منطقه‌ای سرد و کوهستانی قرار گرفته.این روستا دارای زمستان‌های سرد و تابستان‌های معتدل می‌باشد و همچنین رویشگاه بسیاری از گیاهان دارویی از جمله کاکوتی است.